# Booneville (Arkansas)
Booneville és una població dels Estats Units a l'estat d'Arkansas. Segons el cens del 2000 tenia 4.117 habitants.

## Demografia
Segons el cens del 2000, Booneville tenia 4.117 habitants, 1.619 habitatges, i 1.109 famílies. La densitat de població era de 389,6 habitants/km².
Dels 1.619 habitatges en un 34,8% hi vivien nens de menys de 18 anys, en un 51,3% hi vivien parelles casades, en un 13,3% dones solteres, i en un 31,5% no eren unitats familiars. En el 28,5% dels habitatges hi vivien persones soles el 16,2% de les quals corresponia a persones de 65 anys o més que vivien soles. El nombre mitjà de persones vivint en cada habitatge era de 2,48 i el nombre mitjà de persones que vivien en cada família era de 3,01.
Per edats la població es repartia de la següent manera: un 28% tenia menys de 18 anys, un 8,1% entre 18 i 24, un 26,4% entre 25 i 44, un 20% de 45 a 60 i un 17,5% 65 anys o més.
L'edat mediana era de 36 anys. Per cada 100 dones de 18 o més anys hi havia 82,1 homes.
La renda mediana per habitatge era de 26.627 $ i la renda mediana per família de 31.012 $. Els homes tenien una renda mediana de 25.238 $ mentre que les dones 20.092 $. La renda per capita de la població era de 13.076 $. Entorn del 13,1% de les famílies i el 18,4% de la població estaven per davall del llindar de pobresa.

## Poblacions més properes
El següent diagrama mostra les poblacions més properes.